# Euskal Herriko Nekazarien Elkartea

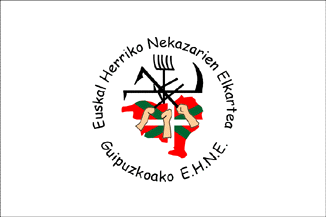
Bandera del sindicat EHNE

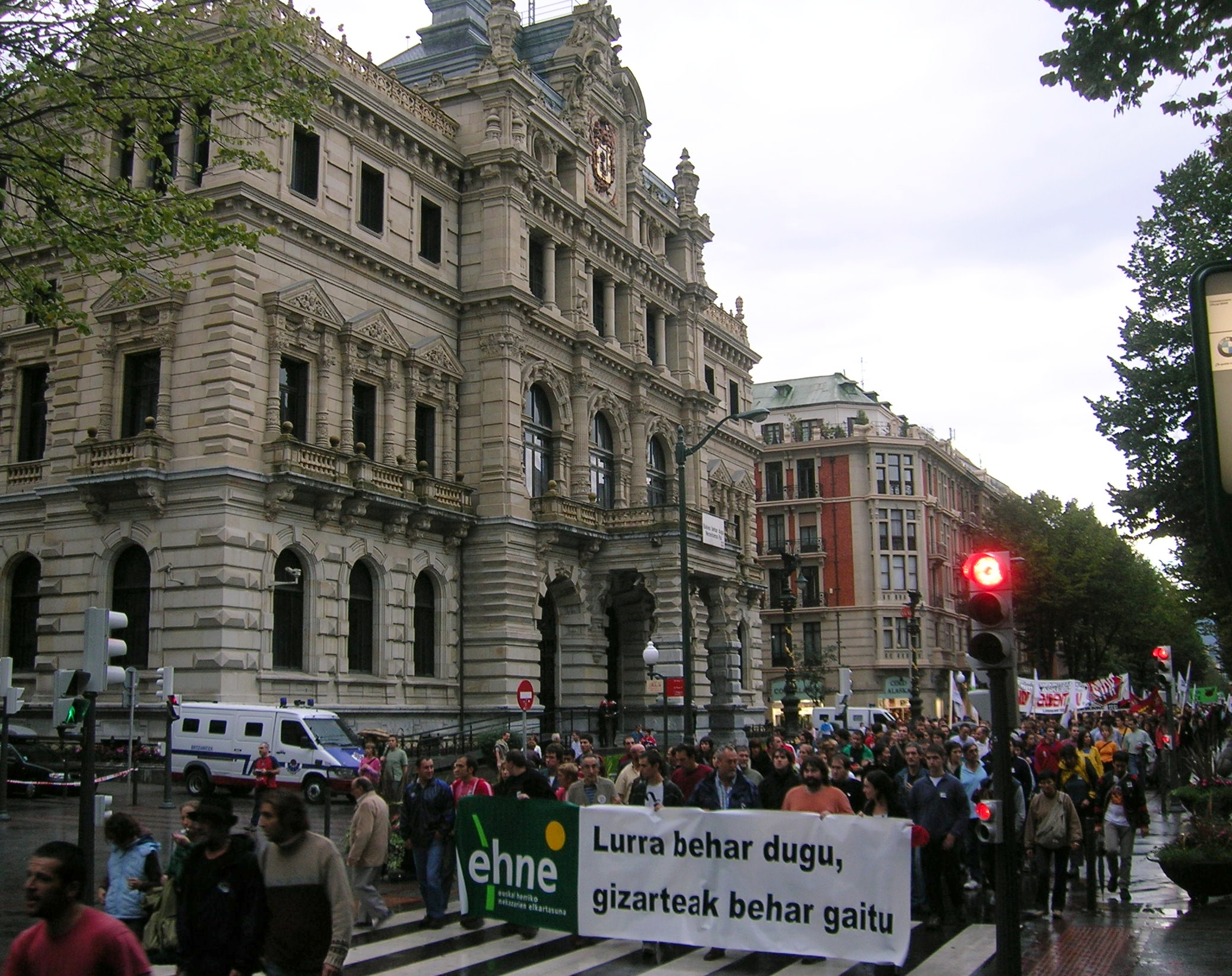
Pancarta de EHNE amb el lema "Necessitem la terra. La societat ens necessita" en una manifestació contra el Tren d'Alta Velocitat

Euskal Herriko Nekazarien Elkartea (EHNE) és el sindicat nacionalista dels pagesos bascos d'Euskadi, nascuda i legalitzada en els anys 1976-1977. Actualment és la suma de 4 sindicats provincials federals: EHNE de Biscaia, Guipúscoa i Navarra, i UAGA d'Àlaba.
Fins a 1981 no es van legalitzar els primers estatuts comuns de EHNE que van incorporar només a Biscaia, Guipúscoa i Àlaba. Posteriorment en 1986 va néixer EHNE Navarra i es va sumar a la resta. En 1990 es va donar el primer salt qualitatiu amb el I Congrés que recollia una estructura sindical agrària. Posteriorment es van celebrar el II Congrés (any 1992), el III Congrés (any 1997) i el IV Congrés (2002).
Avui dia EHNE compta amb una afiliació de 6.150 socis. L'any 1992 EHNE s'incorpora formalment a la CPE nivell europeu i a COAG a nivell estatal. Així mateix, al maig de 1993 participa en el Congrés fundacional de Via Campesina. EHNE pertany a COAG a nivell estatal, a CPE a nivell europeu i a Via Camperola a nivell internacional.